# 香川県道194号飯野宇多津線
香川県道194号飯野宇多津線（かがわけんどう194ごう いいのうたづせん）は、香川県丸亀市から綾歌郡宇多津町に至る一般県道である。

## 概要

### 路線データ
- 起点：丸亀市飯野町（香川県道195号岡田丸亀線交点）
- 終点：綾歌郡宇多津町浜五番町（香川県道21号丸亀詫間豊浜線交点）

## 路線状況

### 重複区間
- 国道11号（丸亀市飯野町・丸亀市飯野町交差点 - 綾歌郡宇多津町大字東分・宇多津町鍋谷交差点）

### 道路施設

#### トンネル
- 青の山トンネル：延長154 m、2008年（平成20年）竣工、綾歌郡宇多津町

#### 道の駅
- 恋人の聖地 うたづ臨海公園（綾歌郡宇多津町）

## 地理

### 通過する自治体
- 丸亀市
- 綾歌郡宇多津町

### 交差する道路
| 交差する道路            | 市町村名 | 市町村名 | 交差する場所 | 交差する場所       |
| ----------------------- | -------- | -------- | ------------ | ------------------ |
| 香川県道195号岡田丸亀線 | 丸亀市   | 丸亀市   | 飯野町       | 起点               |
| 国道11号 重複区間起点   | 丸亀市   | 丸亀市   | 飯野町       | 丸亀市飯野町交差点 |
| 国道11号 重複区間終点   | 綾歌郡   | 宇多津町 | 大字東分     | 宇多津町鍋谷交差点 |
| 香川県道193号川津丸亀線 | 綾歌郡   | 宇多津町 | 浜五番町     | 終点               |

### 交差する鉄道
- 予讃線

### 沿線
- 丸亀市立飯野小学校
- JR四国予讃線 宇多津駅